# Budlewo
Budlewo – wieś w Polsce położona w województwie podlaskim, w powiecie bielskim, w gminie Wyszki.
Wieś Budlewo jest gniazdem rodzinnym Budlewskich herbu Rogala, polskiego rodu szlacheckiego według Wypisu z Ksiąg Szlacheckich Obwodu Białostockiego wywodu family urodzonych Budlewskich (27.02.1817).
W latach 1975–1998 miejscowość administracyjnie należała do województwa białostockiego.
Wierni kościoła rzymskokatolickiego należą do parafii św. Stanisława w Topczewie.